# FK Volga Tver
FK Volga Tver (Russisch: ФК Волга Тверь) is een Russische voetbalclub uit de stad Tver.

## Geschiedenis
De club werd opgericht in 1957 als Volga Kalinin, de toenmalige naam van de stad Tver en verving Spartak Kalinin, dat daarvoor in de tweede klasse van de Sovjet-Unie speelde. De club speelde in de derde klasse tot ze in 1963 de promotie konden afdwingen. De club eindigde in de lagere middenmoot de volgende jaren en werd in 1937 zelfs laatste. Nadat de tweede klasse in 1970 teruggebracht werd naar één reeks moest de club vanaf 1970 opnieuw in de derde klasse aantreden. 
In 1990 wijzigde de stadsnaam terug in Tver en dus ook de clubnaam. Ook na de Russische onafhankelijkheid speelde de club voornamelijk in de derde klasse. In 2017 werd de club ontbonden wegens financiële problemen.